# 朝日放送ラジオ番組一覧
朝日放送ラジオ番組一覧（あさひほうそうラジオばんぐみいちらん）では、朝日放送ラジオ（ABCラジオ）の番組について列挙する。

## 放送中の番組
2025年7月現在。

番組内容や出演者、詳細なタイムテーブル等は、当該記事および朝日放送ラジオ公式サイトも参照されたい。

太字は自社制作番組。他社制作番組は（TBS）（LF）（QR）などの形で制作局・制作会社を表記。

### 平日
| 時                                                     | 月曜                                                                          | 火曜                                                                             | 水曜                                             | 木曜                                                                    | 金曜                                                                 |
| 4                                                      | （4:35まで放送休止）                                                          | （4:35までは前日4時台参照）                                                      | （4:35までは前日4時台参照）                      | （4:35までは前日4時台参照）                                             | （4:35までは前日4時台参照）                                          |
| ------------------------------------------------------ | ----------------------------------------------------------------------------- | -------------------------------------------------------------------------------- | ------------------------------------------------ | ----------------------------------------------------------------------- | -------------------------------------------------------------------- |
| 4                                                      | 4:35 信仰の時間 （まことの救い）                                              | 4:35 信仰の時間 （カトリックの時間）                                             | 4:35 信仰の時間 （希望の声）                     | 4:35 宗教の時間 （金光教の時間）                                        | 4:35 週刊 なるほど!ニッポン（LF）                                    |
| 4                                                      | 45 旬!SHUN!ピックアップ（通販番組）                                           | 45 旬!SHUN!ピックアップ（通販番組）                                              | 45 納得!お得!ラジオショッピング（通販番組）      | 45 納得!お得!ラジオショッピング（通販番組）                             | 45 イマドキショッピング!（通販番組）                                 |
| 5                                                      | 00 朝も早よから 芦沢誠です                                                    | 00 朝も早よから 芦沢誠です                                                       | 00 朝も早よから 芦沢誠です                       | 00 朝も早よから 柴田博です                                              | 00 朝も早よから 柴田博です                                           |
| 6                                                      | 00 朝も早よから 芦沢誠です                                                    | 00 朝も早よから 芦沢誠です                                                       | 00 朝も早よから 芦沢誠です                       | 00 朝も早よから 柴田博です                                              | 00 朝も早よから 柴田博です                                           |
| 6:30 おはようパーソナリティ小縣裕介です                | 6:30 おはようパーソナリティ小縣裕介です                                       | 6:30 おはようパーソナリティ小縣裕介です                                          | 6:30 おはようパーソナリティ小縣裕介です          | 6:30 おはようパーソナリティ古川昌希です                                 |                                                                      |
| 6:30 おはようパーソナリティ小縣裕介です                | 6:30 おはようパーソナリティ小縣裕介です                                       | 6:30 おはようパーソナリティ小縣裕介です                                          | 6:30 おはようパーソナリティ小縣裕介です          | 6:30 おはようパーソナリティ古川昌希です                                 | 7                                                                    |
| 6:30 おはようパーソナリティ小縣裕介です                | 6:30 おはようパーソナリティ小縣裕介です                                       | 6:30 おはようパーソナリティ小縣裕介です                                          | 6:30 おはようパーソナリティ小縣裕介です          | 6:30 おはようパーソナリティ古川昌希です                                 | 8                                                                    |
| 9                                                      | 00 ドッキリ!ハッキリ!三代澤康司です                                           | 00 ドッキリ!ハッキリ!三代澤康司です                                              | 00 ドッキリ!ハッキリ!三代澤康司です              | 00 ドッキリ!ハッキリ!三代澤康司です                                     | 00 きっちり!まったり!桂吉弥です                                      |
| 10                                                     | 00 ドッキリ!ハッキリ!三代澤康司です                                           | 00 ドッキリ!ハッキリ!三代澤康司です                                              | 00 ドッキリ!ハッキリ!三代澤康司です              | 00 ドッキリ!ハッキリ!三代澤康司です                                     | 00 きっちり!まったり!桂吉弥です                                      |
| 11                                                     | 00 ドッキリ!ハッキリ!三代澤康司です                                           | 00 ドッキリ!ハッキリ!三代澤康司です                                              | 00 ドッキリ!ハッキリ!三代澤康司です              | 00 ドッキリ!ハッキリ!三代澤康司です                                     | 00 きっちり!まったり!桂吉弥です                                      |
| 12                                                     | 00 ABCパワフルアフタヌーン                                                    | 00 ABCパワフルアフタヌーン                                                       | 00 ABCパワフルアフタヌーン                       | 00 ABCパワフルアフタヌーン                                              | 00 ABCパワフルアフタヌーン                                           |
| 12                                                     | 上沼恵美子の こころ晴天                                                       | ミルクボーイの 火曜日やないか!                                                   | 桑原征平 粋も甘いも                              | ますだおかだ増田の ラジオハンター!                                      | 兵動大樹の ほわ〜っとエエ感じ。                                      |
| 13                                                     | 上沼恵美子の こころ晴天                                                       | ミルクボーイの 火曜日やないか!                                                   | 桑原征平 粋も甘いも                              | ますだおかだ増田の ラジオハンター!                                      | 兵動大樹の ほわ〜っとエエ感じ。                                      |
| 14                                                     | 上沼恵美子の こころ晴天                                                       | ミルクボーイの 火曜日やないか!                                                   | 桑原征平 粋も甘いも                              | ますだおかだ増田の ラジオハンター!                                      | 兵動大樹の ほわ〜っとエエ感じ。                                      |
| 15                                                     | 00 ウラのウラまで浦川です                                                     |                                                                                  |                                                  |                                                                         | 00 岩本・西森の 金曜日のパパたち                                     |
| 16                                                     |                                                                               |                                                                                  |                                                  |                                                                         | 00 岩本・西森の 金曜日のパパたち                                     |
| 17                                                     |                                                                               |                                                                                  |                                                  |                                                                         | 00 岩本・西森の 金曜日のパパたち                                     |
| 25 笑い飯哲夫の しんぶん教室                           |                                                                               |                                                                                  |                                                  |                                                                         | 00 岩本・西森の 金曜日のパパたち                                     |
|                                                        |                                                                               |                                                                                  | 40 わくわくお届け便 （通販番組）                 |                                                                         |                                                                      |
| 45 桑原征平の 快適生活ラジオショッピング! （通販番組） | 45 高野あさおの知っ得ラジオ（通販番組）                                       | 45 イマドキショッピング!（通販番組）                                             |                                                  |                                                                         |                                                                      |
| 55 ABCニュース&天気予報                                | 55 ABCフレッシュアップベースボール                                            | 55 ABCフレッシュアップベースボール                                               | 55 ABCフレッシュアップベースボール               | 55 ABCフレッシュアップベースボール                                      |                                                                      |
| 18                                                     | 55 ABCフレッシュアップベースボール                                            | 55 ABCフレッシュアップベースボール                                               | 55 ABCフレッシュアップベースボール               | 55 ABCフレッシュアップベースボール                                      | 00 自転車協会 presents ミラクル・サイクル・ライフ （TBS）            |
| 18                                                     | 55 ABCフレッシュアップベースボール                                            | 55 ABCフレッシュアップベースボール                                               | 55 ABCフレッシュアップベースボール               | 55 ABCフレッシュアップベースボール                                      | 30 ほたるまち発 ひろし・あさおのタビラジ!                            |
| 19                                                     | 55 ABCフレッシュアップベースボール                                            | 55 ABCフレッシュアップベースボール                                               | 55 ABCフレッシュアップベースボール               | 55 ABCフレッシュアップベースボール                                      | 00 桂りょうばの落語トラベル                                          |
| 19                                                     | 55 ABCフレッシュアップベースボール                                            | 55 ABCフレッシュアップベースボール                                               | 55 ABCフレッシュアップベースボール               | 55 ABCフレッシュアップベースボール                                      | 30 楠淳生のLET'S GOアスリート                                        |
| 20                                                     | 55 ABCフレッシュアップベースボール                                            | 55 ABCフレッシュアップベースボール                                               | 55 ABCフレッシュアップベースボール               | 55 ABCフレッシュアップベースボール                                      | 00 文珍・小佐田 夜のひだまり                                         |
| 20                                                     | 55 ABCフレッシュアップベースボール                                            | 55 ABCフレッシュアップベースボール                                               | 55 ABCフレッシュアップベースボール               | 55 ABCフレッシュアップベースボール                                      | 30 アナログタロウの 痛快!アナログヒッパレ～♪（かしわプロダクション） |
| 20                                                     | 55 ABCフレッシュアップベースボール                                            | 55 ABCフレッシュアップベースボール                                               | 55 ABCフレッシュアップベースボール               | 55 ABCフレッシュアップベースボール                                      | 50 未来をつくる～Beyond Athlete                                      |
| 21                                                     | 00 ABCニュース&天気予報                                                       | 00 ABCニュース&天気予報                                                          | 00 ABCニュース&天気予報                          | 00 ABCニュース&天気予報                                                 | 00 ABCニュース&天気予報                                              |
| 21                                                     | 05 備えよう! ABCラジオぼうさい部                                              | 21:05 ツギハギ                                                                   | 21:05 ツギハギ                                   | 21:05 ツギハギ                                                          | 21:05 ロックなラジオ                                                 |
| 21                                                     | 21:15 ツギハギ                                                                | 21:05 ツギハギ                                                                   | 21:05 ツギハギ                                   | 21:05 ツギハギ                                                          | 21:05 ロックなラジオ                                                 |
| 21                                                     | ヤーレンズの ダダダ団!                                                        | 超能力戦士ドリアンの たのしいラジオ                                              | ラフ次元の 遅咲き19BLUES                         | 雨宮萌果の まにまに                                                     | 21:05 ロックなラジオ                                                 |
| 22                                                     | ヤーレンズの ダダダ団!                                                        | 超能力戦士ドリアンの たのしいラジオ                                              | ラフ次元の 遅咲き19BLUES                         | 雨宮萌果の まにまに                                                     | 21:05 ロックなラジオ                                                 |
| 23                                                     | ヤーレンズの ダダダ団!                                                        | 超能力戦士ドリアンの たのしいラジオ                                              | ラフ次元の 遅咲き19BLUES                         | 雨宮萌果の まにまに                                                     | 23:00 キュウソネコカミのカミラジ                                     |
| 23                                                     | 23:30 ジョックロックの ミッドナイトフットボール                               | 23:30 天才ピアニストの むぎゅっとぷくっと                                        | 23:30 ドローンネットpresents 小池徹平のSKY FIGHT | 23:30 Sky presents こちらQuizKnock放送部 （TBS・CBC・RKB・MBCへネット） | 30 Sky presents 藤原竜也のラジオ （TBS他13局へネット）               |
| 0                                                      | 00 ミルクボーイの 煩悩の塊                                                    | 00 金属バットの 社会の窓                                                         | 00 鉄瓶・佐ん吉の コロコロラジオ。               | 00 今村翔吾×山崎怜奈の 言って聞かせて                                   | 00 なにわ男子の 初心ラジ!（LF）                                      |
| 0                                                      | 00 ミルクボーイの 煩悩の塊                                                    | 30 タムラ製作所presents カンニング竹山・神田愛花 100年ラヂオ商会 （TBSへネット） | 00 鉄瓶・佐ん吉の コロコロラジオ。               | 30 牛乳石鹸presents ゆかの湯                                            | 00 なにわ男子の 初心ラジ!（LF）                                      |
| 1                                                      | 00 みっくすっ。                                                               | 00 みっくすっ。                                                                  | 00 みっくすっ。                                  | 00 みっくすっ。                                                         | 00 東野幸治の ホンモノラジオ                                         |
| 1                                                      | ぺこぱの チアポンポン                                                         | 長野凌大の Kid World                                                             | ノイミーステーション                             | 鳥越裕貴の ぴちぱち                                                     | 00 東野幸治の ホンモノラジオ                                         |
| 2                                                      | 00 がっちゃんこ                                                               | 00 がっちゃんこ                                                                  | 00 がっちゃんこ                                  | 00 がっちゃんこ                                                         | 00 がっちゃんこ                                                      |
| 3                                                      | 00 R→933                                                                      |                                                                                  |                                                  |                                                                         |                                                                      |
| 4                                                      |                                                                               |                                                                                  |                                                  |                                                                         | 4:15 旬!SHUN!ピックアップ（通販番組）                                |
| 4                                                      | 4:20 今旬!いいもの百貨店（通販番組） 毎月第1月曜深夜4:34 緊急警報放送試験信号 | 4:20 お悩みカイホウショッピング（通販番組）                                      | 4:20 今旬!いいもの百貨店（通販番組）             | 4:20 旬!SHUN!ピックアップ（通販番組）                                   | 4:15 旬!SHUN!ピックアップ（通販番組）                                |
| 4                                                      | （4:35からは翌日4時台参照）                                                   | （4:35からは翌日4時台参照）                                                      | （4:35からは翌日4時台参照）                      | （4:35からは翌日4時台参照）                                             | （4:30からは土曜4時台参照）                                          |

### 週末
| 時                                 | 土曜 | 日曜                                                             |
| 4                                  | （4:30までは前日4時台参照） | （4:30までは前日4時台参照）                                      |
| ---------------------------------- | --- | ---------------------------------------------------------------- |
| 4                                  | 4:30 福音の光（キンポーデン） |                                                                  |
| 5                                  | 00 朝の小鳥（QR） | 00 通販ラジオ生活便                                              |
| 5                                  | 05 イベント倶楽部 | 00 通販ラジオ生活便                                              |
| 5                                  | 15 気象予報士・伊東香 季節の足音（かしわプロダクション）                                                                              | 15 イベント倶楽部                                                |
| 5                                  | 30 旬!SHUN!ピックアップ（通販番組）                                                                                                   | 30 サウンドスケッチ（かしわプロダクション）                      |
| 5                                  | 45 ラジオ劇場 アキラとあきら（KBC）                                                                                                   | 30 サウンドスケッチ（かしわプロダクション）                      |
| 6                                  | 00 てっちゃん先生・あみるの元気だしてゆこう!                                                                                          | 00 旬!SHUN!ピックアップ（通販番組）                              |
| 6                                  | 00 てっちゃん先生・あみるの元気だしてゆこう!                                                                                          | 15 わくわくお届け便（通販番組）                                  |
| 6                                  | 30 ダンディ 歌の旅人 | 30 イマドキショッピング!（通販番組）                             |
| 6                                  | 45 おーそれ みーお!～暮らしの悩み、弁護士が解決!～                                                                                    | 45 さあやろう!ABCラジオ吹奏楽部です                              |
| 7                                  | 00 サクサク土曜日 中邨雄二です | 00 堀江政生のザ・シンフォニーホール・アワー                      |
| 7                                  | 30 今旬!いいもの百貨店（通販番組） |                                                                  |
| 7                                  | 45 楽しくおでかけ!どこ行こ!?ラジオ♪                                                                                                   |                                                                  |
| 8                                  | | 8:10 納得!お得!ラジオショッピング(通販番組)                      |
| 8                                  | 25 ABCニュース&天気予報 |                                                                  |
| 8                                  | 30 日曜落語 〜なみはや亭〜 |                                                                  |
| 9                                  | | 00 宇野さんと小川さん。                                          |
| 9                                  | 9:30 Sunstar presents 浦川泰幸の健康道場プラス                                                                                        | 00 宇野さんと小川さん。                                          |
| 10                                 | 00 征平・吉弥の土曜も全開!! | 00 田淵麻里奈…and music                                          |
| 11                                 | 00 征平・吉弥の土曜も全開!! |                                                                  |
| 11:45 わくわくお届け便（通販番組） | 00 征平・吉弥の土曜も全開!! |                                                                  |
| 12                                 | 00 竹内弘一のなにがナンでも! | 00 カウス ミュージックトーク                                     |
| 12                                 | 30 通販ラジオ生活便（通販番組） |                                                                  |
| 12                                 | 45 今旬!いいもの百貨店（通販番組） |                                                                  |
| 13                                 | | 00 STAR☆MUSIC☆SUNDAY                                             |
| 13                                 | 13:40 中野浩一のフリートーク（TBS）                                                                                                   | 00 STAR☆MUSIC☆SUNDAY                                             |
| 13                                 | 55 ABCニュース&天気予報 | 00 STAR☆MUSIC☆SUNDAY                                             |
| 14                                 | 00 高校野球ラジオスペシャル2025 名監督に聞く!シン・夏の甲子園!                                                                        | 00 STAR☆MUSIC☆SUNDAY                                             |
| 15                                 | 15:15 武田和歌子の明日へスマイル | 00 STAR☆MUSIC☆SUNDAY                                             |
| 15                                 | 45 わくわくお届け便（通販番組） | 00 STAR☆MUSIC☆SUNDAY                                             |
| 16                                 | 00 感度良好!中野涼子です | 00 STAR☆MUSIC☆SUNDAY                                             |
| 17                                 | 00 感度良好!中野涼子です | 00 小林大作のメモリーズ・オブ・ユー                              |
| 17                                 | 17:55 ABCフレッシュアップベースボール                                                                                                 |                                                                  |
| 18                                 | |                                                                  |
| 19                                 | |                                                                  |
| 20                                 | |                                                                  |
| 21                                 | 00 ABCニュース&天気予報 | 00 ABCニュース&天気予報                                          |
| 21                                 | 05 市橋有里の“RUN食健美”～ヘルシーRunning（JRT）                                                                                      | 05 ukkaり娘の浮かれでぃお（かしわプロダクション）                |
| 21                                 | 21:30 土曜スペシャル | 21:30 SALLY'S COFFEE                                             |
| 22                                 | 21:30 土曜スペシャル | 00 こたけ正義感の聞けば無罪                                      |
| 22                                 | 30 大塚製薬 ニュートラシューティカルズ事業部 presents 私 からだ 上手にやさしくつきあえる毎日を。 〜女性の健康や更年期について語ろう〜 |                                                                  |
| 23                                 | 00 Sky presents 中村七之助のラジのすけ（TBS他6局へネット）                                                                            | 00 高山トモヒロのオトナの部室                                    |
| 23                                 | 30 SixTONESのオールナイトニッポンサタデースペシャル（LF）                                                                             | 30 Sky presents 柿澤勇人のカキノキ坂ラジオ（TBS）                |
| 0                                  | 30 SixTONESのオールナイトニッポンサタデースペシャル（LF）                                                                             | 00 乃木坂46の「の」（QR）                                        |
| 0                                  | 30 SixTONESのオールナイトニッポンサタデースペシャル（LF）                                                                             | 30 タスクpresents 経営者たちのラジオ                             |
| 1                                  | 00 小西陸斗 #よどオシ! | （1:00 - 4:35）放送休止 （特番編成の場合は放送終了時刻繰り延べ） |
| 1                                  | 30 ティモンディの夢中全開。応援団 | （1:00 - 4:35）放送休止 （特番編成の場合は放送終了時刻繰り延べ） |
| 2                                  | 00 真夜中のカルチャーBOY | （1:00 - 4:35）放送休止 （特番編成の場合は放送終了時刻繰り延べ） |
| 3                                  | 00 R→933 | （1:00 - 4:35）放送休止 （特番編成の場合は放送終了時刻繰り延べ） |
| 4                                  | 00 R→933 | （1:00 - 4:35）放送休止 （特番編成の場合は放送終了時刻繰り延べ） |
| 4:15 わくわくお届け便（通販番組）  | | （1:00 - 4:35）放送休止 （特番編成の場合は放送終了時刻繰り延べ） |
| （4:30からは翌日4時台参照）        | （4:35からは月曜4時台参照） |                                                                  |

### 不定期・特別番組など
- ABCフレッシュアップベースボール[4]
- ガチ虎!
- JOCKEY ROOM（2010年 - ）※競馬の重要レース開催時、レース直前の月曜日に放送
- ダイアンのラジオさん（2021年10月 - ）※日曜深夜1:00 - 2:00を軸に月1回放送[5]
- ラジオペ!〜こちら青山オペレッタ広報部〜 ※2023年11月より毎月最終日曜深夜1:00 - 2:00に放送[6]
- 緊急警報放送試験信号（毎月第1火曜 4:34 - 4:35）

プロ野球以外のスポーツ中継番組
- 全国高校野球選手権大会中継
- 新春スポーツスペシャル 箱根駅伝実況中継（文化放送制作、毎年1月2日・3日）
- 福岡国際マラソン実況生中継（九州朝日放送制作、毎年12月）

プロ野球シーズンオフ期間の編成
- 鶴光のDJ天国（2006年10月 - ）※不定期放送
- 矢野輝弘のどーんと来い!!（2004年10月 - ）※不定期特番として放送
- 赤星と次郎のオーライオーライ（2010年4月 - ）※不定期特番として放送

年末年始編成
- 新春スーパーワイド（毎月1月1日）

## 過去に放送された主な番組

### 平日明け方
- 柴田邦江のおはようパートナー（1968年8月10日 - 1976年9月）
- 毛利千代子のおはようパートナー（1976年10月 - 2002年10月4日、6:15 - 7:00→5:30 - 6:30→5:00 - 6:30）
- 宇野ひろみのおはようパートナー（2002年10月7日 - 2009年10月2日、5:00 - 6:30）
- 永尾光湖のおはようパートナー（2009年10月5日 - 2010年10月1日、5:00 - 6:30）
- 慶元まさ美のおはようパートナー（2010年10月23日 - 2016年9月23日、5:00 - 6:30）

### 平日朝
- ナデシコですから（2016年6月27日- 9月、6:15 - 6:30）
- おはようパーソナリティ中村鋭一です（1971年4月1日- 1977年3月25日、7:15 - 9:30）
- おはようパーソナリティ道上洋三です（1977年3月28日 - 2022年3月25日、7:15 - 9:30→ 6:30 - 9:00→6:30 - 8:30→ 6:30 - 9:00）
- ABC発8時半（1965年11月1日 - ?、8:30 - 9:00）

### 平日昼前
- フレッシュ9時半!キダ・タローです（1973年6月1日 - 1989年3月31日、9:30 - 11:00）
- タローの「You・遊」スタジオ（1989年4月3日 - 1990年4月6日、9:00 - 10:51）
- ナイス9!長沢彰彦です（1990年4月9日 - 1991年10月4日、9:00 - 10:51）
- はい!可朝ですABC（1991年10月7日 - 1995年3月31日、9:00 - 10:55）
- 安部憲幸の月火水木アベ9ジラ（1995年4月3日 - 1996年9月） → 安部憲幸のアベ9ジラ（1996年10月- 1999年3月、9:00 - 10:50→9:00 - 11:40）
- 東西南北 龍介がゆく（1999年4月 - 2003年9月）
- 全力投球!!妹尾和夫です（2003年9月29日 - 2009年7月3日、9:00 - 13:20）
- トヨタさわやかパトロール（1977年5月2日 - 1991年10月4日、11:00 - 11:45）
- 立原啓裕の昼はおまかせ!電リクだぁ!!（1991年10月7日 - 1994年9月30日、11:03 - 13:30）
- 立原啓裕 噂のダイヤル1008（1994年10月3日 - 1995年9月29日、11:00 - 13:30）
- 青春プレイバック・秀さんのヤンリク時代（1996年4月1日- 1997年12月31日、11:00 - 11:45）
- 歌はおまかせ小山乃里子です（1998年1月5日 - 2003年9月26日、11:00 - 11:30→10:50 - 11:30→11:30 - 13:30）
- プリンの人生相談・わしゃ知らん!（11:45 - 12:00）
- 千里・万里のラジオ三面鏡〜秘密・ナイショにしてね〜（11:45 - 11:55）
- 朝丸のラジオ井戸端会議（11:45 - 11:55）
- 木原光知子のさわやか訪問（11:55 - 12:00）
- 枝雀のフリー・フリー（11:55 - 12:00）
- 健康110番（11:55 - 12:00）

### 平日昼過ぎ
- 昆ちゃんですお耳を拝借!(12:15 - 12:55)
- 歌謡曲でいこう(13:10 - 14:00)
- ダイマル・ラケットのみんなの歌謡曲（14:10 - 14:50）
- 東西お笑い劇場（15:10 - 15:25→13:10 - 13:30）
- そらゆけ電話と歌謡曲（12:15 - 13:00）
- おひるだよ!デンワ急げのリクエスト（12:15 - 13:00）
- 歌謡曲午後（ひる）一番
- ドンとこい!なつかし歌謡曲(12:10 - 13:00)
- 鋭ちゃんのハイサイ歌謡曲
- お昼ですABC!文珍の一本勝負（1980年4月 - 1983年3月、12:15 - 13:30）
- お昼ですABC!エキスタ一本勝負（1983年4月 - 1984年4月、12:15 - 13:30）
- 昼いち歌謡曲（13:05 - 13:30）
- 尾崎千秋のエキスタ発0時15分（1984年4月- 1985年3月、12:15 - 13:30）
- 体あたり歌謡曲昼一番（1985年4月- 10月4日、12:15 - 13:30）
- 聞けば効くほどやしきたかじん（1985年10月7日 - 1987年10月2日、12:15 - 13:30）
- 毎度おおきに!べかこらんど（1987年10月5日 - 1989年9月29日、12:15 - 13:30）
- リンゴ・モモコのハイ!ひるごはん（1989年10月2日 - 1991年10月5日、12:15 - 13:30）
- 立原啓裕 昼ドキ!ワイド1008（1995年 - 、月 - 木 12:00 - 14:00）
- 羽川英樹のHONKY TALK（1996年4月 - 1999年3月、12:00 - 14:00）
- アベロクのOH!まっぴるま（1999年4月3日 - 2000年3月、12:00 - 13:55）
- 森脇健児のケンケン・ゴウゴウ!（2018年4月 - 2021年9月21日、火 12:00 - 15:00）
- ポップ対歌謡曲（1967年4月10日 - 1995年10月、13:30 - 14:00）
- 妹尾和夫のニッサンおじゃマップKANSAI（1995年10月 - 1999年3月、13:30 - 14:00）
- みんなの歌謡曲
- 歌謡曲ぶっつけ本番（1975年3月31日 - 1989年10月5日、14:00 - 16:00）
- パノラマ大放送（1989年10月8日 - 1993年4月2日、14:00 - 17:00→14:00 - 16:00）

### 平日夕方
- 空からこんにちは（1967年5月1日 - 1977年3月28日、16:15 - 17:00）
- 5時10分の歌謡曲 ミュージック・イン・オーサカ（17:10 - 17:20）
- 東芝お好み笑ルーム
- 東芝お笑いアットホーム
- ABCなんでも夕刊
- 朝日放送ゆうやけジョッキー
- おしゃべり横丁ABC（1975年3月31日 - 1979年3月30日、16:00 - 17:00）
- ニュース・ラインナップABC（1994年10月 - 1993年10月）
- とびっきり4時!(1990年10月 - 、16:00 - 17:00)
- ニューススタジアムABC→戸石伸泰のニューススタジアム
- 中原秀一郎のラジオToday（1997年10月 - 2001年9月、15:35-17:00）
- 元気イチバン!!芦沢誠です（2001年10月1日 - 2010年4月2日、 15:35 - 16:50→15:30 - 17:00）
- 武田和歌子のぴたっと。（2010年4月5日 - 2020年10月1日、15:00 - 17:00）
- とっておき情報[7]（2010年4月 - 2021年9月23日、火 - 木 17:10 - 17:15）
- 征平・あさおのどす恋ラジオ（2012年4月2日 - 2021年9月22日 水 17:00 - 17:10）
- 清水章弘の合格への道（2020年4月3日 - 2023年3月31日 金 17:00 - 17:10）

### 平日夜（ナイターオフ）
- 夜の電リク決定版!（1971年）
- 歌謡曲まかしとき（1973年）
- ハイサイ中村鋭一です（1977年、18:20 - 19:00）
- お耳拝借・鋭ちゃんのざっくばらん
- 歌謡大全集（1975年10月6日 - 2011年4月1日）※ナイターシーズン オフに放送
- ダンディ・エクスプレス（2001年10月 - 2008年3月27日）
- ABCプレミアムボックス（2006年10月 - 2007年3月、21:00 - 21:30）
- ミュージック・バイキング（2009年10月 - 2012年9月）
- おっちゃんラジオ（2011年11月22日 - 2012年3月28日、19:00 - 21:00）
- 堀江政生のほりナビ!!（2012年10月2日 - 2017年3月30日）

### 平日夜
- あなたにおくる夜のバラード（22:40 - 23:00）
- SONY Just In Osaka
- フリータイム1010 ハイッ!浜村淳ですABC（1974年4月8日 - 1978年9月29日、22:00 - 23:00)
- とべとべヤングABC（1978年10月3日 - 1979年10月5日、22:00 - 23:00→22:00 - 22:50）
- ABC発 ちょっと真面目な9時15分（1989年10月 - 、21:15 - 21:45）
- サバイバル宣言（1979年10月8日 - 、22:30 - 23:00）
- ABCラジオ10（1981年10月5日 - 1982年4月2日、22:00 - 23:00）
- ABC星空ワイド（1982年4月5日 - 1983年10月7日、21:00 - 23:00）
- 鏡宏一 ABCナイトQ（1983年10月10日 - 1985年4月5日、21:05 - 22:30→21:10 - 22:00）
- 乾龍介のホットポイント（1986年10月6日 - 1987年9月25日、21:10 - 23:30→21:00 - 23:00）
- ABC東京発 アーチストNOW（1987年10月 - 1988年10月、21:15 - 22:40→21:10 - 22:40）
- ABCラジオシティ（1988年10月 - 1990年10月、21:15 - 27:00→21:10 - 27:00→23:30 - 25:00）
- 学びやんナイト（1989年10月 - 、22:00 - 22:55）
- ABCラジオパラダイス（1990年10月- 1992年12月、22:00 - 25:00→25:00 - 27:00）
- ABCミュージック21（1999年10月4日 - 2009年4月3日）
- ABCフレッシュアップ プラス（2009年7月7日 - 2009年10月1日、火 - 木 21:12 - 22:00）
- よなよな…(2014年3月31日 - 2021年9月23日)

### 平日深夜
- ABCヤングリクエスト（1966年4月1日 - 1986年10月3日）
- ABCラジオジラ（1986年10月6日 - 1987年10月、23:30 - 27:00）
- ABCラジオファンキーズ（1987年10月 - 1988年10月）
- ウシミツリクエストABC（1993年1月 - 1999年10月）
- ABC発午前1時（2008年4月1日 - 2009年7月4日、1:00 - 3:00）
- 夜は、おととも（2014年4月1日 - 2017年12月30日、1:00 - 3:00）
- もうすぐ夜明けABC（1983年10月10日 - 2017年12月30日）
- with you（2018年1月2日 - 2021年9月25日）
- みっくすっ。ゆいちゃみの世界救っちゃいまーす（2024年10月8日（7日深夜） - 2025年1月1日（2024年12月31日深夜）、水（火 深夜） 1:00 - 2:00）

### 金曜日
- 羽川英樹の金曜ハナ9ジラ（1997年　9:00 - 11：00）
- 喜多・西森のゆかいな金曜日!（2019年4月5日 - 2020年10月2日、9:00 - 12:00）
- 北野誠 昼ドキ!ワイド1008（1995年 - 、12:00 - 14:00）
- 誠のHONKY TALK（1996年4月- 1999年3月、12:00 - 14:00）
- なるみ・八方のごきげんさん!（2002年4月5日 - 2010年4月2日、13:30 - 15:25）
- 金曜スペシャル・桂三枝のぶっつけ本番（1987年4月 - 、14:00 - 16:30）
- 浦川泰幸の金曜はウラから失礼（2019年4月5日 - 2020年10月2日、15:00 - 17:55）
- 柴田・西森のぼちぼち金曜日!（2020年10月9日 - 2021年3月、15:00 - 17:55）
- 高野あさおの夕方ちょことーーく!（2020年4月 - 2021年9月26日、17:10 - 17:15）
- ミューパラ アグレッシブ（2009年7月10日 - 2012年6月29日、21:12 - 23:57→21:15 - 23:57→22:00 - 23:57）
- ガチ・キン（2012年7月6日 - 2016年9月23日、22:00 - 24:00→22:00 - 25:00）
- れいこう堂（2001年4月 - 2002年9月、1:30 - 2:00）

### 土曜日午前
- ウィークエンド情報シャッフル
- 土曜も元気!阪口佳澄です（1998年 - ）
- フレッシュアップモーニング ファイト!DO曜日です（1999年4月 - 2003年9月、5:30 -  8:30）
- ガッツ土曜日!小染です（2003年10月 - 2004年9月、5:30 - 8:00→6:30 - 8:00）
- 世界名曲大全集（2008年4月5日 - 2021年3月27日、6:00 - 6:30→6:00 - 6:20）
- 林と鈴木 今日は土曜日（1993年 - 、6:10 - 10:55）
- 医誠会アワー for Your Healthy Life（2012年10月13日 - 2013年4月6日、6:30 - 6:45）
- ようこそ!伊藤史隆です（2009年7月11日 - 2011年12月31日、7:00 - 10:00）
- おはようパーソナリティ稲田英子です（1971年4月3日 - 1971年10月、7:15 - 9:30）
- おはようパーソナリティ壇上英子です（1971年11月- 1972年8月、7:15 - 9:30）
- おはようパーソナリティ宮城まり子です（1972年9月 - 1973年8月、7:15 - 9:30）
- おはようパーソナリティ藤川延子です（1973年9月 - 1975年4月26日、7:15 - 9:30）
- あすは日曜 道上です!（1975年5月3日 - 1977年3月26日、7:15 - 11:00）
- 尾崎千秋のでっかい土曜日ABC（1977年4月2日 - 、7:15 - 11:00）
- 上田雄三のハッピー・サタデー（7:15 - 9:30）
- ABC土曜リクエスト（8:30 - 11:00）
- ミラクルおばさんのクルクル土曜日（7:15 - 9:30）
- 三枝です・ラジオでおはようABC（1980年10月 - 1982年4月、7:15- 9:30）
- 〜土曜おはようワイド〜文珍のおもしろラジオ（1984年4月 - 1991年10月、7:15 - 12:00）
- 阪神・巨人のビッグサタデー（1991年4月 - 1993年10月、7:15 - 11:00）
- ガッチ The Music（1986年10月 - 1999年3月、 8:00 - 11:55）
- 羽川英樹のLLらんど!（1989年4月3日 - 2002年10月5日、8:00 - 12:00→8:00 - 11:30）
- 風神雷神タージンです（2002年 - 、8:30 - 11:00→8:00 - 10:00）
- 大平シロー、中邨雄二の笑たま（2004年10月2日 - 2007年3月31日、10:00 - 10:56→10:00 - 11:14→10:00 - 12:20）
- 林伸一郎の気楽に土曜日（1991年10月13日 - 、10:30 - 11:45）
- 安部ロク・のりおの土曜はノリのり（ - 1995年3月、10:35 - 13:00）
- トヨタウィークエンドパトロール（1977年5月7日 - 1991年10月6日、11:00 - 11:45）
- 柴田博のまっぴるま王子!（2002年10月12日 - 2006年4月1日、11:00 - 12:45→11:15 - 13:15）

### 土曜日午後
- ABCジャンボ・ジャンボ（14:00 - 17:00）
- 土曜・歌のサンルーム（12:10 - 13:00）
- 東芝サタデーワイド 仁鶴のなんやかんや土曜日です（12:15 - 13:30）
- 東芝サタデーワイド 大助・花子の土曜はルンルン（12:10 - 13:25）
- 大橋利恵のミュージック・カプチーノ（2011年1月8日 - 12月31日、12:30 - 13:00）
- タージンのこの指とまれ（1999年10月 - 2002年3月、13:00 - 15:00）
- 京子・ひろしのサタデーミュージックドライブ（2006年4月 - 2010年3月、13:00 - 13:30）
- 土曜2時です!〜フレンドリー大丸=ABC〜
- ABCディスカバー・サタデー〜フレンドリー大丸〜（1972年5月- 1972年12月、14:00 - 17:00。大丸一社提供）
- 走る土リク・テレッカー（14:05 - 15:30）
- 午後は一気に!サタデーたかじん（1987年10月 - 1988年3月、14:05 - 16:00）
- ウィークエンドジャーナル 気ままに土曜日
- 土曜の2時です!ABC
- 小山乃里子のハートにスニーカー（03年10月 - 2008年3月）
- 小山乃里子の夢の続き（2006年4月 - 2008年3月）
- ABCスポーツJAM（2006年4月- 9月、14:00 - 17:55）
- 楠淳生のABCフレッシュアップボックス（2009年4月4日 - 7月4日）
- 楠淳生のやんちゃな!weekend（2009年7月11日 - 2010年3月20日、13:30 - 17:55→13:30 - 18:00）
- 芦沢誠のGO!GO!サタデー（2010年4月10日 - 2012年12月29日、12:30 - 17:55→13:00 - 17:55→13:30 - 17:30→13:55 - 17:30）
- Music Smile（2013年1月5日 - 2016年9月24日、13:30 - 17:55）
- 慶元まさ美のSounds Good!（2016年10月1日 - 2017年9月30日、13:00 - 17:00）
- 蕭秀華のMUSIC CUBE（2008年1月5日 - 2009年7月4日）
- 文三・ゆかりのふらちなサタデーナイト（2009年10月17日 - 2010年4月10日、19:00 - 20:00）
- 満員御礼!福島一丁目劇場（2010年4月10日 - 2013年12月28日、18:00 - 19:00→19:00 - 20:00）
- 有修・楠の任せんかい（2010年11月13日 - 2011年4月2日、18:00 - 18:30）
- ニッカン・ザ・ライブ（2011年11月26日 - 2012年3月30日・2012年10月6日 - 2013年3月30日、18:00 - 18:30）
- 堀江政生のほりほりラジオ（2012年4月 - 6月、18:00 - 18:30）
- 西浦達雄のエールを君に!（2012年10月6日 - 2013年3月30日、18:30 - 19:00）
- ミュージック写真館（2016年4月 - 2020年9月）[8]
- 武田和歌子 タソガレレストラン（2020年10月10日  - 2021年9月25日、17:00 - 17:55）
- ダンディ 歌の旅（2015年1月 - 3月、17:25 - 17:55。4月より『ダンディ 歌の旅人』に改題）
- 漫才学校（1954年1月9日 - 1955年10月、19:20 - 19:50→20:00 - 20:30）
- ポップス一世風靡
- 増田俊郎の音楽の家（1999年4月 - 2001年3月）
- 修三・アベロク 野球に乾杯!!（2004年10月 - 2005年3月、20:00 - 20:30）
- 俺達かまいたち（2014年1月4日 -　2018年3月31日、19:00 - 21:00）
- チュートリアルの声（2007年4月14日 - 2008年11月15日、20:30 - 20:55→20:00 - 20:30）
- 小早川秀樹のナイスじゃナイト!（2021 - 2023年度上半期のタイガース戦デーゲーム実施日　原則18:00 - 21:30）[9]
  - 2021年度下半期は「小縣裕介ナイスじゃナイト!」、2022年度下半期は「山下剛ナイスじゃナイト!」を同時間帯で放送
- ナウ・フィーリング（1975年10月- 1982年3月）
- DJ Acckey on Club "whose connection"（2013年1月5日 - 2017年3月25日、21:05 - 22:00）
- 朝丸のヤングかわら版（22:00 - 23:00）
- ヤング・ミュージックレーダー（22:00 - 23:00）
- NMB48学園〜教えて千鳥先生/こちらモンスターエンジン組〜（2011年4月9日 - 2019年3月30日、22:00 - 23:00）
- Y'z Factory カミングネクスト（1999年7月 - 2001年9月、22:30 - 23:00）
- 今夜もHOT'N HOT（1985年4月13日 - 1989年3月25日、23:35 - 24:35→23:05 - 24:05）

### 土曜日深夜
- 鶴瓶・青春のアンコール（1990年10月- 1993年4月、24:40 - 25:40→24:10 - 26:10） → つるべがおかず（1993年4月- 1998年12月12日、24:10 - 26:10→25:00 - 27:00）
- 吉田仁美のプリキュアラジオ キュアキュア♡プリティ（2014年4月6日 - 2015年3月29日、1:00 - 1:30）
- flumpool 秘密の部屋（2015年4月5日 - 2017年3月26日、1:00 - 1:30）
- てれびのミカタ ラジオのラララ （2017年4月 - 2021年9月）
- ☆☆倶楽部（1985年10月 - 1986年9月、1:35 - 3:00）
- Club JONR（2009年10月10日 - 2011年10月1日、26:00 - 28:00→26:30 - 28:00）
- たけし軍団大阪GIG（1989年4月 - 1991年3月、2:30 - 3:00）
- 澤田有也佳のアナがパジャマに着替えたら（2018年10月 - 2020年3月、2:30 - 3:00→2:30 - 3:00）
- 大阪あきんどラジオ!（2020年1月 - 2020年9月、2:30 - 3:00）
- あずまよしたかシンセワールド
- リリカルドールハウス presents ガリタのはじめてラジオ（2023年10月 - 2024年3月、2:00 - 2:30）
- にっぽん怪談紀行〜柳田〜（2023年4月 - 2024年3月、2:30 - 3:00）

### 日曜日午前
- サンデーエコー
- 毛利千代子の音楽のアルバム（2004年4月3日 - 9月26日、5:00 - 5:50）
- 高野直子のほっこりサンデー（2004年10月3日 - 2006年4月2日、5:00 - 5:50）
- 毛利千代子のちょっとおでかけ日曜日（2006年4月 - 2009年9月、5:00 - 5:50）
- ラジオわろうてい（2013年10月6日 - 2017年3月26日、5:00 - 5:25）
- ラジオ演芸もん（2017年4月2日 - 2019年3月31日、5:00 - 5:30）
- サンデー!朝CoCoた・ま・ご（2006年4月9日 - 2009年9月、6:00 - 6:40→6:00 - 6:25）
- 医誠会アワー “そこが聴きたい病気のこと”（2013年4月7日 - 2014年3月30日、8:10 - 8:25）
- 日曜は松喬日和（2017年1月1日 - 2020年9月27日、8:10 - 8:25→7:35 - 7:45）
- ちょっといい話（? - 2022年3月26日、8:00 - 8:10）
- サブロー・シローのABCサンデーベスト10（1990年 - 8:05 - 9:57）
- 和歌子・影山教授のぱれっと。（2011年7月3日 - 12月25日・2012年4月8日 - 2012年9月30日、9:45 - 10:00）
- サンサンサンデー
- ほっとハート!にちよう柴田塾（2006年4月9日 - 2010年4月4日）
- 磯部・柴田の日曜のびのび大放送（2010年4月11日 - 2018年4月1日、10:00 - 12:00）
- 全力投球!!妹尾和夫です。サンデー（2018年4月8日 - 2021年9月26日、10:00 - 12:00）
- アベロクのどんまい!サンデー（2000年4月9日 - 2006年4月2日）

### 日曜日午後
- リクエスト大行進（12:45 - 15:25）
- 東芝ワイドワイドサンデー〜あなたとつくる365分〜（1969年11月9日- 1972年9月24日、12:45 - 18:50）
- ABCワイドワイドサンデー〜キンチョーサンデースコープ180分〜（12:45 - 16:45）
- ミスターサンデー・ミスタードーナツ〜ABC歌とクイズのチェーンジョッキー〜（12:10 - 13:40）
- ポップ&トーク（13:45 - 15:15）
- 日曜です歌謡曲昼一番（12:05 - 13:00）
- オー・サンデー・さわやかファミリー（13:00 - 14:00）
- 板東英二のごきげんさんデー→英二・洋三のごきげんさんデー
- 三代澤康司のサンデーワイド どか〜んと360分!（1995年4月- 1995年9月）
- 岡元昇のサンデーワイド どか〜んと360分!（1995年9月- 1996年10月） → 岡元昇のサンデーワイド（1996年10月 - 1998年10月）
- 山中つよしの美・happy（2004年10月 - 2011年10月、13:00 - 13:30）
- サンデー・エクスプレス（2006年4月 - 2007年3月、14:00 - 17:00）
- サンデーミュージックアワー 浦川泰幸の気分はトレンディ!（2008年7月13日 - 2010年3月21日）
- 日曜さくらい倶楽部（2010年4月4日 - 2012年12月30日）
- ニッサンディスクオン1010（16:50 - 18:20）
- お笑い街頭録音（1954年10月 - 1961年6月、19:00 - 19:30）
- 日曜なつメロ大行進（1974年10月 - 2011年6月）[9][10]
- 小山乃里子のうた声ラジオ（2011年10月 - 2012年7月、12年10月 - 2012年12月30日、18:00 - 19:30→18:00 - 20:00）[9]
- Cheers!（2013年1月6日 - 2019年3月31日）[9]
- 白熱!!白髪トーク（2001年 - 2003年度のナイターシーズン オフ）
- 三枝のポップス専科
- ABCスポーツプラス
- たぶん晴れます!?清水です（2009年10月11日 - 2010年4月4日、21:00 - 21:30）
- 允彦・千夏のあなたまかせ（22:00 - 23:00）
- 月曜から元気に!Perfect Monday（2024年4月7日 - 2024年12月1日、22:15 - 22:30）
- ミュータマ（2021年4月3日 - 2024年12月29日、22:30 - 23:00）
- アインシュタイン灰春ナイト（2023年4月3日 - 2025年3月30、23:30 - 0:00）

### 日曜日深夜
- ブラックマヨネーズのずぼりらじお（2002年10月13日 - 2005年3月3日、0:00 - 0:30→23:30 - 24:00）
- ベストカセットリクエスト（2008年7月6日 - 9月28日、0:30 - 1:00）
- タローのミッドナイト編集局（1985年10月13日- 1986年4月6日、1:00 - 3:00）
- 誠のサイキック青年団（1988年4月3日 - 2009年3月8日）
- TENGEKI presents シンプレの底底ラジオ（2009年4月12日 - 2010年4月4日、1:00 - 1:30）
- Yes!ミュージックカルテ→Yes!ミュージックカルテX→Yes!ミュージックカルテDX（2017年4月9日 - 2019年6月30日）
- 戸松遥のおとまつでした。（2018年4月9日 - 2018年6月11日、1:30 - 1:40）
- 遥洋子のKyan2ネットワーク（1990年4月15日 - 、2:25 - 2:55）

### その他
※放送開始年代順

#### 1950年代
- 東本願寺の時間（1951年11月 - 2015年9月）
- スポーツ・パレード（1952年1月 - 1998年4月）
- ABCホームソング（1952年8月- 1972年9月）
- 蝶々・雄二の夫婦善哉（1955年6月 - 1970年2月。1963年8月から、テレビ版もスタート）
- ABC子どもの歌（1955年 - 1966年[11]）
- 漫才教室（1957年7月 - 1961年7月）

#### 1960年代
- てれこ談義（1961年5月 - 1962年9月）
- トヨタ・スカイパトロール（1967年7月 - 1975年3月）

#### 1970年代
- おはよう浪曲（1970年7月 - 2014年12月）
- 近鉄バファローズアワー（1975年4月 - 2004年9月）

#### 1980年代
- 全日本大学女子駅伝実況生中継（1983年 - 2004年の大阪大会）
- ABCナイトスクランブル（1985年10月 - 1986年4月）
- The Music Now（1987年4月 - 2017年1月）

#### 1990年代
- ABCアシッド映画館（1993年4月 - 2009年11月）
- トヨタ街かどお天気交差点（1995年10月 - 2009年3月）
- 芦沢誠のDo You サタデイ（1998年10月- 1999年3月）
- アナパラ〜Oh!ラフィーキ〜（1998年10月 - 2010年10月）
- SUPER SUNDAY ガッチとジロー（1999年4月 - 2001年3月）
- ピートム.Comic Jack（1999年10月 - 2012年3月）

#### 2000年代
- 三代澤・宮根・桜井のスラスラ水曜日（2000年4月 - 2006年8月） → 三代澤・桜井のスラスラ水曜日（2006年8月- 9月） → 三代澤・桜井・やすとものスラスラ水曜日（2006年10月 - 2009年7月） → 柴田・桜井・やすとものスラスラ水曜日（2009年7月 - 2010年3月）
- スレッドキングABC（2000年10月 - 2009年7月）
- Indies @ Go-Go（2000年10月 - 2008年9月）
- Earth Dreaming〜ガラスの地球を救え!（2000年 - 2012年4月）
- HOP CLUBの放課後ダイヤリー（2001年4月 - 2004年9月）
- キングコングのほにゃらじお（2001年4月 - 2008年10月） → KINGKONG'S HONYA RADIO（2008年10月 - 2009年10月）
- ニュース探偵局（2002年9月 - 2011年10月）
- 大西ユカリのハッスル歌謡曲（2002年10月 - 2009年3月）
- ハロプロやねん!（2004年2月 - 2008年9月）
- 魁!!ランディーズ（2004年4月 - 2008年9月）
- 伊藤えん魔のAMam（2004年10月 - 2008年9月）
- 宮部みゆきラジオドラマ シリーズ ぼんくら・日暮らし（NRN番組）
- 米朝よもやま噺（2005年4月 - 2013年9月）
- 羽谷直子のきゃぴきゃぴキャンパス@阪大（2005年10月 - 2006年3月）
- 橋詰優子のおはようチャイナ（2005年10月2日 - 2010年10月2日）
- レギュラーの三度目の正直!?（2005年10月 - 2008年9月）
- トミーズのトントン!（2005年10月 - 2009年3月）
- ヨーロッパ企画の試験放送（2006年4月 - 2008年9月）
- ジャニーズWESTの男前をめざせ!（2006年10月 - 2021年9月）
- どんなんかな?阪大工学部（2006年10月 - 2011年3月）
- 千鳥のなんしょんなぁ!（2006年7月 - 2006年9月）
- アベロクのおやじラジオ（2006年10月 - 2007年3月）
- 流星倶楽部（文化放送･東海ラジオなど、NRN番組として放送）
- 仁鶴の楽書き帖（2006年10月 - 2021年3月）
- ABCフレッシュアップJAM（2007年4月 - 2008年6月）
- F.C.オフサイドトーク（2007年4月 - 2013年3月）
- 武田和歌子の子育てコケッコー!（2007年10月 - 2010年3月）
- ダンディ・サタデー&サンデー（2007年4月 - 2010年6月）
- ザ・プラン9のお〜きなアナ（2007年4月 - 2010年3月）

#### 2010年代
- これぞ!Bs魂 〜気になるオリックス・バファローズ〜（2010年4月 - 2013年3月）
- きよし・八方のポン♪カラ♪リン（2010年4月 - 2012年6月、2012年10月 - 2014年3月）
- 朝の一句〜四季を詠む〜（2010年10月 - 2015年3月）
- 永尾光湖のサンデー・ヒットパレード → 永尾光湖のサタデー・ヒットパレード（2010年10月 - 2011年6月）
- 伍芳(ウー・ファン)の神戸再発見!（2011年4月 - 2013年3月。4月より『伍芳（ウー・ファン）のふらっと♪阪神沿線』に改題）
- 清水とおるの日曜歳時記（2012年4月 - ）
- しもぐち☆雅充の今夜は歌わナイト（2012年1月 - 12月）
- トキメキ・KOREA（2012年1月 - 2013年3月）
- Go!Go!マレーシア〜マナベルトラベル マレーシア〜（2012年4月 - 2012年9月）
- 村上信夫のosaka歴史ロマン〜歴史を知れば今がわかる〜（2012年7月2日 - 2013年6月30日）
- 友近のサタデーミュージックボックス（2012年10月 - 2018年9月）
- 安井ゆたかの得々朝市（? - 2014年6月）
- ニッピコラーゲン化粧品PRESENTS 蕭秀華の青春ING（2013年1月 - 2013年9月）
- 伍芳のふらっと♪阪神沿線（2013年4月 - 2015年9月）
- Monday! SPORTS - JAM（2013年4月 - 2021年9月）
- サラダトーク お仕事カフェ（2013年10月 - 2018年4月）
- 劇場に行こう!（2013年1月13日 - 2020年3月14日）
- タージンのスナックYeah!（2013年11月 - 不明）
- よなよな…（2014年3月 - 2021年9月）
- ほろ酔い朝日です（2016年3月 - 2018年9月）
- タージンのハピコレ!（2016年4月- 2016年9月）
- ブラックヤックの鋼鉄の音女団（2016年4月- 2016年9月）
- 下埜正太のショータイムレディオ（2016年9月 - 2021年9月）
- 昭和サウンドトラック（2016年10月 - 2017年9月）
- 9〜ジックナイト!（2016年11月 - 2018年12月）
- ZUU onlineプレゼンツ 笑って役だつマネークリニック（2017年10月 - 2018年7月）
- 八塚彩美の彩りラジオ（2017年10月 - 2019年9月）
- 福本豊の虎たまデラックス!（2017年11月 - 2018年3月）
- 秘密結社 大阪ぴかぴか団（2018年10月 - 2019年6月）
- 吉田義男の虎たまプレミアム（月、2018年11月 - 2019年3月）
- 田口淳之介の電波工作（2019年1月 - 3月）
- ドルチェ クラシックチャンネル（2019年4月 - 2020年9月）
- Yes! 日曜酒Bar!（2019年7月 - 2020年12月）
- EMMA presents Midnight Pretenders（2019年7月 - 2019年12月）
- ねおもも♪繋がーりぃラジオ（2019年11月 - 2020年9月）

#### 2020年代
- 土曜スペシャル（2020年1月）
- ドローンネットpresents SKY FIGHTラジオ（2020年2月 - 2020年12月）
- NEXTをさがせ!（火 - 金、2020年4月 - 2020年5月）
- べしゃり王選手権（2020年4月 - 2020年9月 、毎月最終日曜深夜のみ。TBSラジオと共同制作[12]）
- 伊藤史隆のラジオノオトはじめました（火 - 木、2020年5月 - 2020年6月）
- 金曜7時は☆テンダラーじゃナイト!（金、2020年5月 - 2020年6月）
- ドクター髙島の “レッツ・ファイン” （2020年10月 - 2021年6月）
- 音バズ （2020年10月 - 2022年3月）
- 増田紗織のHave a nice day!（土、2021年4月3日 - 2024年1月27日）
- ゆびスカ! presents 増田雄二と久保乃々花のスカウトラジオ（日、2021年10月4日 - 2023年12月31日）
- エレビットPresents 大切なあなた (2021年11月8日 - 2021年12月27日 月、0:30 - 1:00・ 2022年4月3日 - 2022年12月25日 日、12:30 - 13:00[13])
- それいけ!ポッドキャスト柴田博です(? - 2024年12月27日 金、23:00 - 23:30)

#### 開始年代不詳
- さわやかミュージック（? - 2020年6月）
- 世の光（? - 2021年12月、太平洋放送協会制作）

## 夏季高校野球期間中の編成
全国高等学校野球選手権大会が開催される8月上旬以降の2週間は、試合開始時間にもよるが、概ね午前8時 - 夕方5:55までに予定されている番組が高校野球中継優先の編成となる（2020年は中止されたため、以降の説明ではその年を除く）。
そのため、午前8時をまたぐ早朝の生ワイド番組（2022年度以降は月 - 木『おはようパーソナリティ小縣裕介です』、金曜日『おはようパーソナリティ古川昌希です』、土曜日『サクサク土曜日 中邨雄二です』）については、放送時間を短縮したうえで当日の第1試合開始予定時刻まで放送。以降の生ワイド番組については、雨天中止・中断にならない限り放送を休止する。大会期間中には上記の番組のレギュラー出演者が夏季休暇を取得するため、雨天中止の場合には、
1. 「通常と同じパターンでの生放送or大会前に収録した録音放送」（録音の場合は完全パッケージメディア方式）
2. 「通常とは異なる出演者が担当して生放送or録音」
3. 「大会期間中にはレギュラー番組の代わりに特別番組を生放送」

のいずれかのパターンになる。以前は「通常と同パターンでの録音」か「別の出演者が担当しての生or録音」のいずれかになることが多かった。
2011年頃から、雨天中止の場合には「大会期間中にはレギュラー番組の代わりに特別番組を生放送」のパターンで、3部構成を想定した特別番組『サマー・スペシャル』（最大9:00 - 17:55）に差し替え。その一方で、高校野球中継の合間には、休止対象の生ワイド番組のスポットCM（夏休みバージョン）を随時放送している。なお、高校野球が中止、ないしは早く終了し、なおかつプロ野球・阪神タイガースの試合がデーゲームで行われる場合（特に土曜・日曜）には、「サマー・スペシャル」内で『ABCフレッシュアップベースボールスペシャル』を放送する。
2008年までの高校野球中継では、テレビのBS朝日・スカイ・Aと同じく、基本として当日の最終試合終了までの完全生中継を実施。『ABCフレッシュアップベースボール』枠のナイトゲーム中継は、高校野球の終了後から時間短縮（飛び乗り）で放送された。ただし、高校野球の試合時間が長引いた場合に、試合終盤からの中継や試合終了後のダイジェスト放送（2007年の阪神対中日戦<京セラドーム大阪>が該当）を余儀なくされることがあった。2009年以降は、ナイトゲーム中継枠を最大限に確保する目的で、高校野球中継は試合の進行いかんにかかわらず17:55（2012年の一部は17:50）で終了。中継終了後の試合の経過・結果は、ナイトゲーム中継枠『ABCフレッシュアップベースボール』（中継枠を設定していない月曜日は生放送のスポーツ情報番組『Monday! SPORTS - JAM』）の中で随時伝える。このため、18時台以降も続く可能性の高い試合（主に第3・第4試合）を中継する場合には、中継へ入る前に「時間まで甲子園球場から高校野球をお送りします」というアナウンスを入れるようになった。
なお、2013年以降設けられた休養日に該当する日についてはレギュラー番組を通常通り放送する。
新型コロナウイルスへの感染が拡大している2020年には、日本高等学校野球連盟が春の第92回選抜高等学校野球大会と夏の第102回全国高等学校野球選手権大会を相次いで中止。その一方で、選手権本大会の開催を予定していた期間中（8月10 - 12日および15 - 17日）には、「2020年甲子園高校野球交流試合」（第92回選抜高等学校野球大会への出場が決まっていた32校による招待試合）を甲子園球場で開催する。朝日放送ラジオでは全16試合を1日につき3試合以内で中継を編成したため、上記の期間のみ、例年の全国高等学校野球選手権本大会期間に準じた編成で対応した。ただし、第1試合の開始時刻が全日とも10:00以降に設定されていため、午前中のレギュラー番組については例年より長く（第1試合の中継を開始する9:55まで）放送。雨天順延の場合には上記のパターンによる特別番組の放送を想定していたが、全試合が当初の予定通りに開催されたため、実際には放送されなかった。8月10日の第1試合前に実施された開会式については、上記の事情で簡素化が図られていたため、『ドッキリ!ハッキリ!三代澤康司です』（試合開催日のみ9時台の短縮放送）内で伊藤史隆の実況による生中継を放送した。
2021年は日本列島に前線が停滞し、甲子園球場のある兵庫県を含む近畿地方でも悪天候が続いたため、雨による高校野球のコールド・ノーゲームや全試合中止・順延が相次ぐ事態となり、当初予定していた事前収録のレインコート番組のストックがなくなり、急遽生放送のレインコート番組を編成したりレギュラー番組を枠拡大して凌いだケースもある。
2023年8月15日（8月14日の段階で順延決定）のように、本来の曜日とは違う曜日の番組を放送した例もある。
- 9:00 ‐ 11:45　「サマースペシャル」（フォーマットは『朝も早よから 芦沢誠です』に準じた生放送）　芦沢誠
- 11:45 ‐ 12:00　「通信販売番組・ドッキリ!ハッキリ!三代澤印です」　三代澤康司（以下実質3番組は大会前に収録した録音番組）
- 12:00 - 14:45　「サマースペシャル・宇野ひろみのイケナイ太陽」（『兵動大樹のほわ〜っとエエ感じ。』のスピンオフ）　宇野ひろみ
- 14:45 ‐ 15:00　「通信販売番組・ドッキリ!ハッキリ!三代澤印です」　三代澤康司
- 15:00 ‐ 17:25　「サマースペシャル・岩本・高島の金曜日のパパたち」（『岩本・西森の金曜日のパパたち』のスピンオフ）　岩本計介・高島裕子
- 17:25 ‐ 17:55　「サマースペシャル」（フォーマットは『ABCフレッシュアップベースボール』に準じた生放送）　田淵麻里奈

2024年は序盤3日間の3試合日で、朝夕の2部制が導入されており、朝の部（8月7日のみ第1試合、8 - 9日は第2試合）終了後、夕方の部（7日のみ16時、8 - 9日は17時開始）まで、通常番組を短縮版で生放送する。1日通しとなる8月10日以降は上記平年パターンとほぼ同じである。